# Duchesnea indica
Duchesnea indica é uma espécie de planta com flor pertencente à família Rosaceae.
A autoridade científica da espécie é (Jacks.) Focke, tendo sido publicada em Nat. Pflanzenfam. [Engler & Prantl] iii. 3. (1888) 33.

## Portugal
Trata-se de uma espécie presente no território português, nomeadamente em Portugal Continental, no Arquipélago dos Açores e no Arquipélago da Madeira.
Em termos de naturalidade é introduzida nas três regiões atrás referidas.

## Protecção
Não se encontra protegida por legislação portuguesa ou da Comunidade Europeia.